# Mount Turcotte
Mount Turcotte ist ein felsiger Berg im westantarktischen Ellsworthland. In den Pirrit Hills ragt er 4 km nordwestlich des Mount Tidd auf.
Seine Position wurde am 7. Dezember 1958 von der US-amerikanischen Ellsworth-Byrd Traverse Party bestimmt und er nach F. Thomas Turcotte benannt, Seismologe dieser Mannschaft.